# Thames Barrier

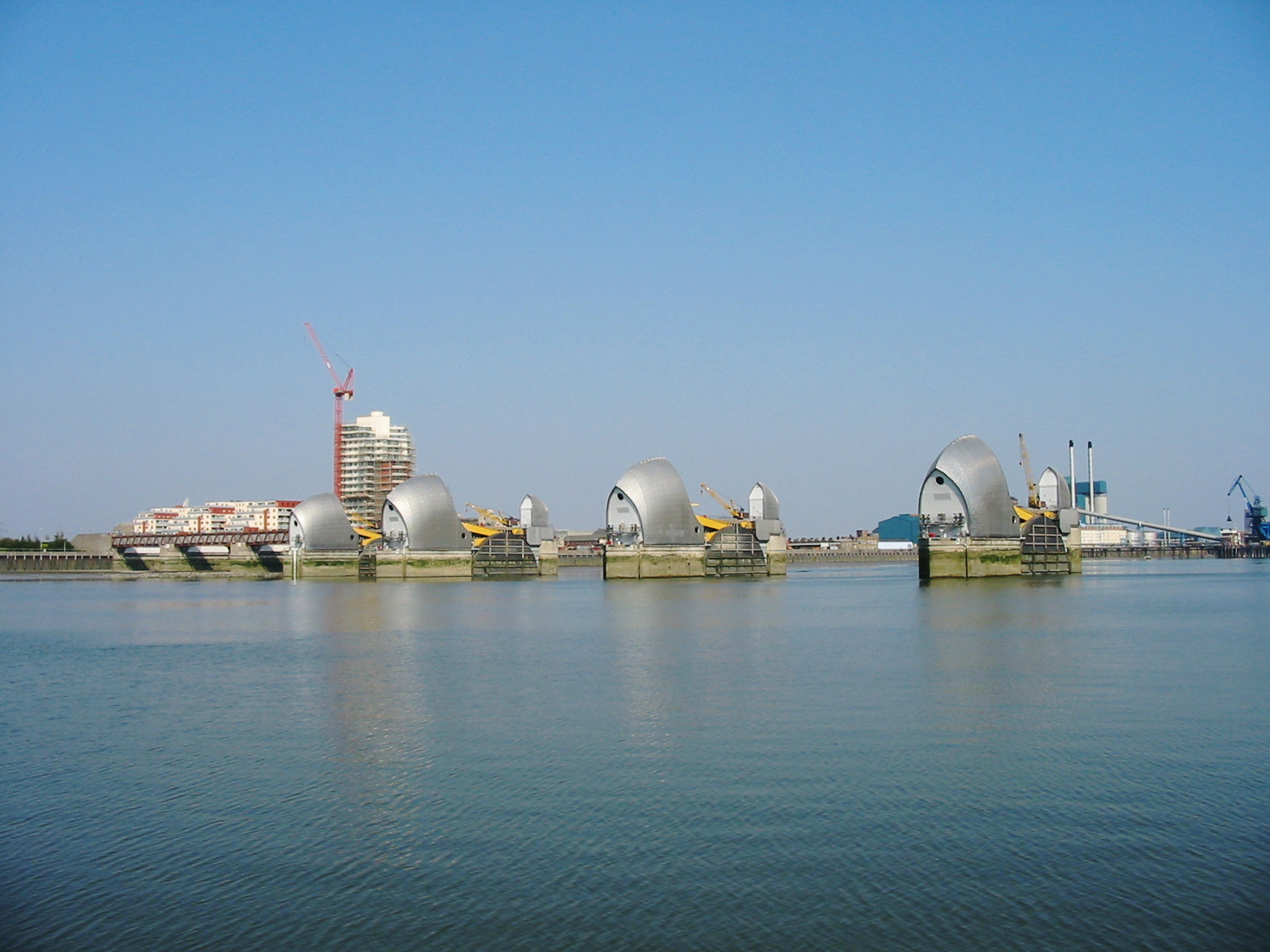
Thames flodbarriär

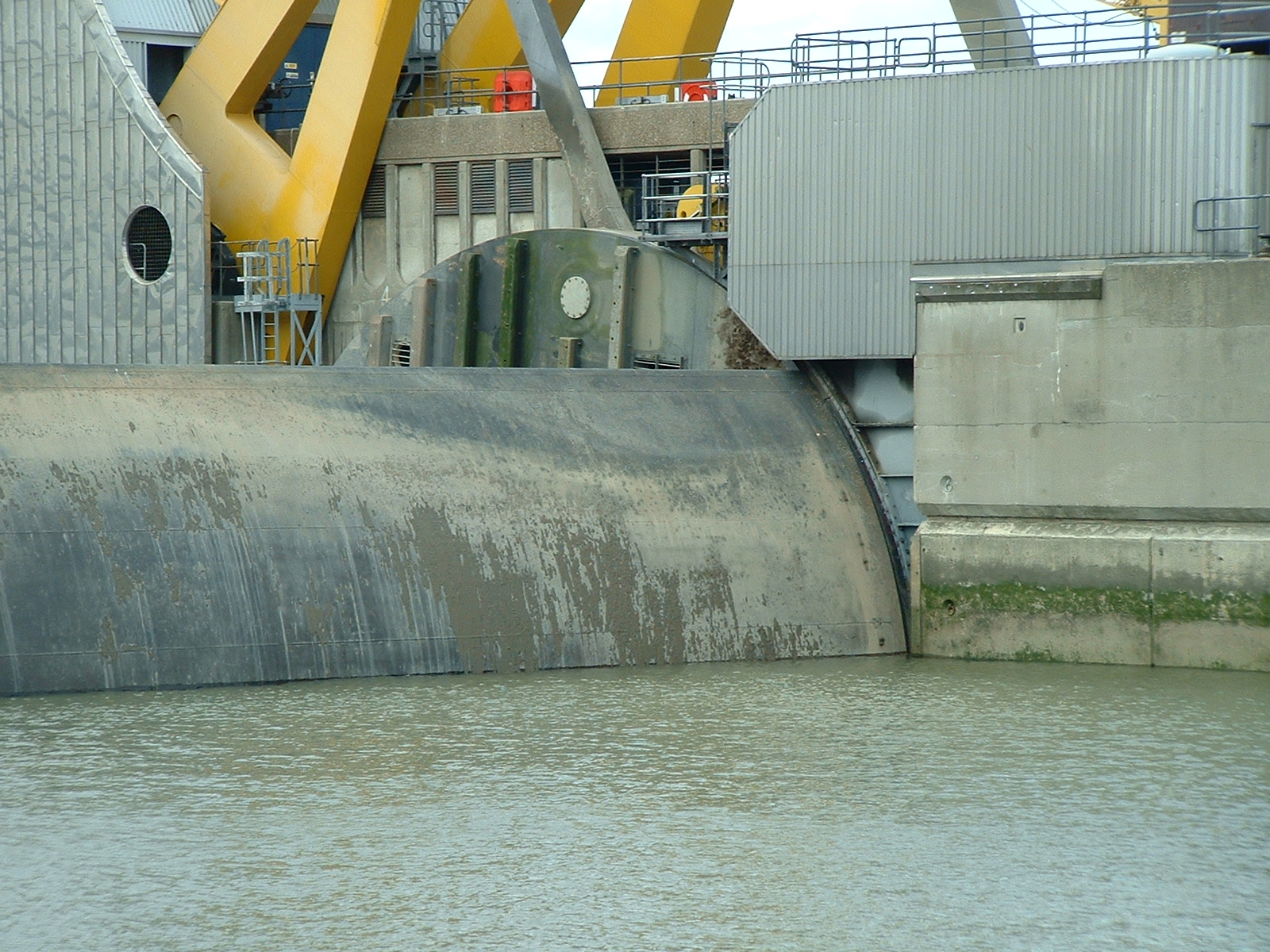
Barriärport i spärrläge.

Thames Barrier är en 20 meter hög och 520 meter lång översvämningsbarriär i floden Themsen, öster om London. Den sträcker sig över Themsen vid Woolwich Reach och har som uppgift att skydda London undan översvämningar orsakade av stormflod eller springflod.
Thames Barrier är dimensionerad för att klara den typ av stormflod som drabbade Nordsjön 1953, vilket initierade denna konstruktion. Fördämningen är världens näst största rörliga fördämning, efter Oosterscheldekering i Nederländerna, och stod klar 1982.

## Bakgrund

### Geografiska vädersystem
London är utsatt vid högvattenstånd i Nordsjön. Exempelvis kan stormfloder, ofta orsakade av större lågtryck över Atlanten, ibland svepa förbi norra Skottland och förstärka  högvattnet. Denna kombination kan då pressas ned emot grundare vatten i Engelska kanalen och vid Themsens mynning. Om dessa stormvågor dessutom sammanfaller med en vårflod, kan farligt höga vattenstånd uppkomma i Themsens mynning.

### Stigande havsnivå
Rent generellt har risken för översvämningar ökat med tiden på grund av en långsam men kontinuerlig ökning av havets vattennivå (20 cm / 100 år) och den långsamma lutningen av Storbritannien på grund av landhöjningen. Lutningen medför att den norra och västliga delarna höjs samtidigt som de södra och östra delarna sänks.

### Historiska översvämningar
I samband med Themsens översvämning 1928, dog 14 människor och tusentals människor blev hemlösa. Vid nästa större översvämning i området 1953, dog 307 människor i Storbritannien och 1853 i Nederländerna, vilket initierade olika typer av skyddande konstruktioner vid dessa områden.

### Tidiga förslag
Tidiga förslag rörande översvämningskydd blev försvårade på grund av behovet att skapa tillräckligt stor öppning i barriären för att fartyg från Londons hamn skulle kunna passera. När containertrafiken ersatte äldre former av sjöfart och en ny hamn öppnades vid Tilbury, blev byggandet av en mindre barriär möjlig med var och en av de fyra större öppningarna med samma bredd som öppningen vid Tower Bridge.

## Konstruktion

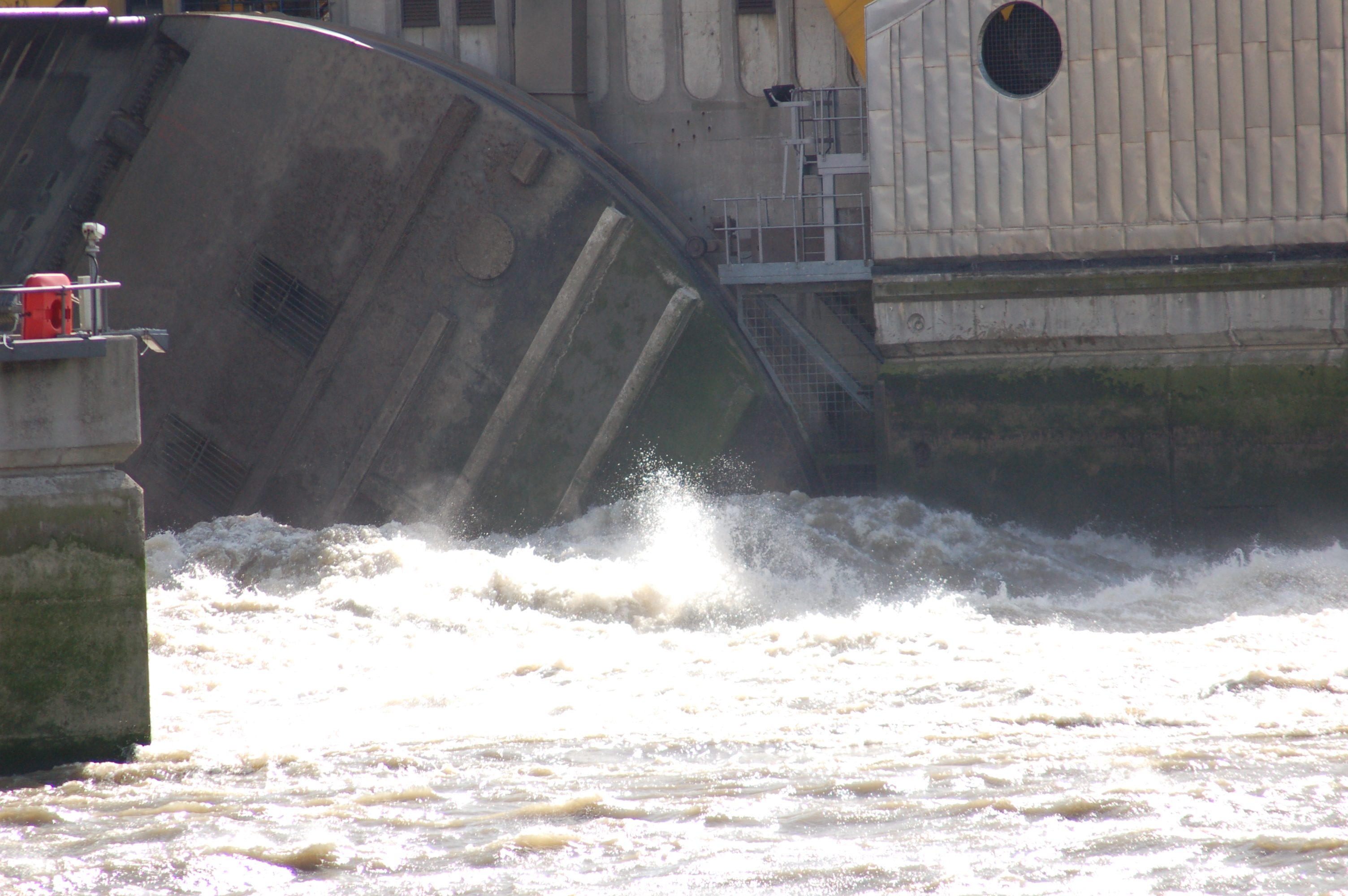
En av portarna släpper igenom vatten i underkant (mars 2007)

Konceptet med de roterande portarna togs fram av Charles Draper vid MIT. Konstruktionen gjordes av ingenjörsfirman Rendel, Palmer and Tritton för Greater London Council parallellt med tester vid vattenkonsultbyrån HR Wallingford Ltd. Barriärens läge vid Woolwich, valdes på grund av de relativt raka flodbankerna och att flodbottnen här var tillräckligt stark för att kunna bära portarna och dess fundament. Barriären började byggas 1974 av ett konsortium bestående av Costain, Hollandsche Beton Maatschappij och Tarmac Construction och var till stora delar funktionsduglig 1982. Förutom själva barriären höjdes och förstärktes flodbankerna cirka 17 kilometer nedströms. Barriären öppnades officiellt den 8 maj 1984 av drottning Elizabeth II. Barriärens totala byggkostnad var 534 miljoner brittiska pund plus ytterligare 100 miljoner pund för arbetet med flodbankerna. 
Barriärens bredd är 520 meter och den delar upp flodbredden i fyra farbara centrala sektioner på 61 meter samt två yttre sektioner på cirka 30 meter. Det finns också fyra mindre, icke farbara, distansöppningar mellan de nio betongfundamenten. Barriärportarna utgör cirkulära segment i genomskärning och genom att rotera portarnas centrumaxel kan barriären både svängas upp till den maximala barriärhöjden på 20 meter, ett något ytterligare förhöjt läge som tillåter vatten att passera i underkant, samt ett underhållsläge med hela porten ovanför vattenytan (180 graders rotation). De ihåliga barriärportarna är tillverkade av stålplåt med en huvudsaklig tjocklek på 50 millimeter. I nedsänkt läge är portarna vattenfyllda och de töms på vatten ihop med att de lyfts upp. De fyra stora centrala portarna är 20,1 meter höga och väger över 3,300 ton varav själva portbladet 1,500 ton. De är täckta med 200 ton färg och har offeranoder på 20 ton, för att minska korrosion. Vid flodbankerna finns det också 4 (3+1) sänkbara portar som är cirka 30 meter breda. Dessa portar är till skillnad från de rotativa huvudöppningarna dock inte farbara.

## Driftprognos
Barriären är tänkt att användas vid en kombination av högt tidvatten i Nordsjön och högt flodflöde vid slussdammen vid Teddington i västra London, som kan indikera att vattennivån skulle överstiga 4,87 meter (16 fot) i centrala London. Prognosen för havsnivån vid Themsens mynning skapas av Met Office och även av modeller baserat på Thames Barrier egna väderprognoser och telemetrisystem. Cirka 9 timmar före ett sådant högvatten når barriären: startar stängningsprocessen genom att stoppa påverkad flodtrafik, stänga mindre sjöportar längs floden och att uppmärksamma andra flodanvändare. Förutom Thames Barrier, finns det mindre portar vid Barking Barrier, King George V-slussen, Dartford Barrier och hamnportar vid Tilbury Docks och Canvey Island. Först när all sjöfart längs floden har stoppats och alla mindre portar har stängs, kan Thames Barrier börja stängas. Barriären är sedan stängd tills vattennivån nedströms motsvarar vattennivån uppströms. 
Efter perioder av häftiga regn väster om London, kan det också skapas ett förhöjt vattenflöde i Themsen ovanför barriären. Detta är normalt bara ett problem när det sker samtidigt som ett högvatten i Nordsjön, då flodvattnet hindras från att evakueras till havet. I de perioder när Themsen har ett förhöjt flöde uppströms kan barriären skapa en dammreservoar, som kan fyllas i sin egen takt utan konkurrens med inkommande tidvatten från havet. De flesta av flodens egna högvattenstånd kan inte fylla upp den skapade reservoarens volym under den tid som barriären måste hålla tidvattnet utanför. Om barriären inte fanns, skulle tidvattnet fylla denna volym istället och flodvattnet kunde då översvämma delar av London. Ungefär en tredjedel av barriärens stängningar fram till 2009 skedde för att lindra denna typ av flodöversvämningar.

## Stängningar och incidenter
På 1980-talet skedde det 4 barriärstängningar, under 1990-talet 35 stycken, och under det första decenniet på 2000-talet skedde det 75 stängningar.
En allvarlig incident inträffade den 27 oktober 1997. Mudderverket MV Sand Kite kolliderade med en av Thames Barriers bryggor i tät dimma. Eftersom mudderverket började sjunka dumpade hon lasten som bestod av 3,300 ton stenmaterial och sjönk slutligen vid en barriärport där hon låg i flera dagar. Inledningsvis kunde porten inte stängas, då den var täckt av ett tjockt lager grus. Ett mer långsiktigt problem var färgförlusten på portens flata sida, som blev bortskavd av gruset i förtid. En uppskattning av kostnaden för en eventuell översvämning uppskattades till cirka 13 miljarder pund.  Mudderverket var bärgat i mitten av november 1997.
Barriären stängdes två gånger den 9 november 2007, efter en stormvarning i Nordsjön som jämfördes med stormfloden 1953. Den största faran för översvämning var dock vid kusten norr om Themsens mynning, där evakueringar ägde rum. Vindarna avtog dock lite vilket gjorde att stormvågorna inte sammanföll med tidvattnets högvatten.

## Galleri

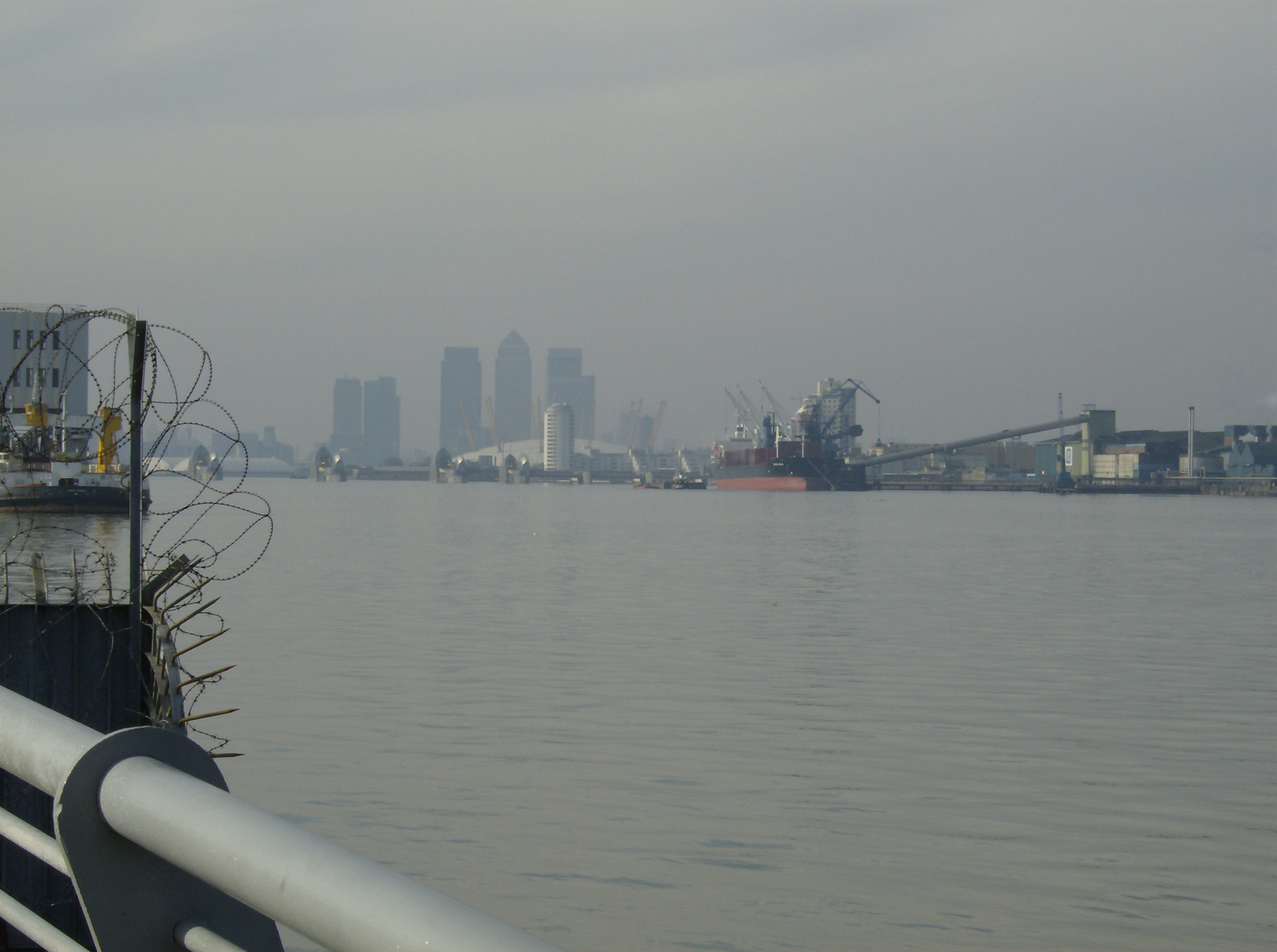
Vy från Woolwich.
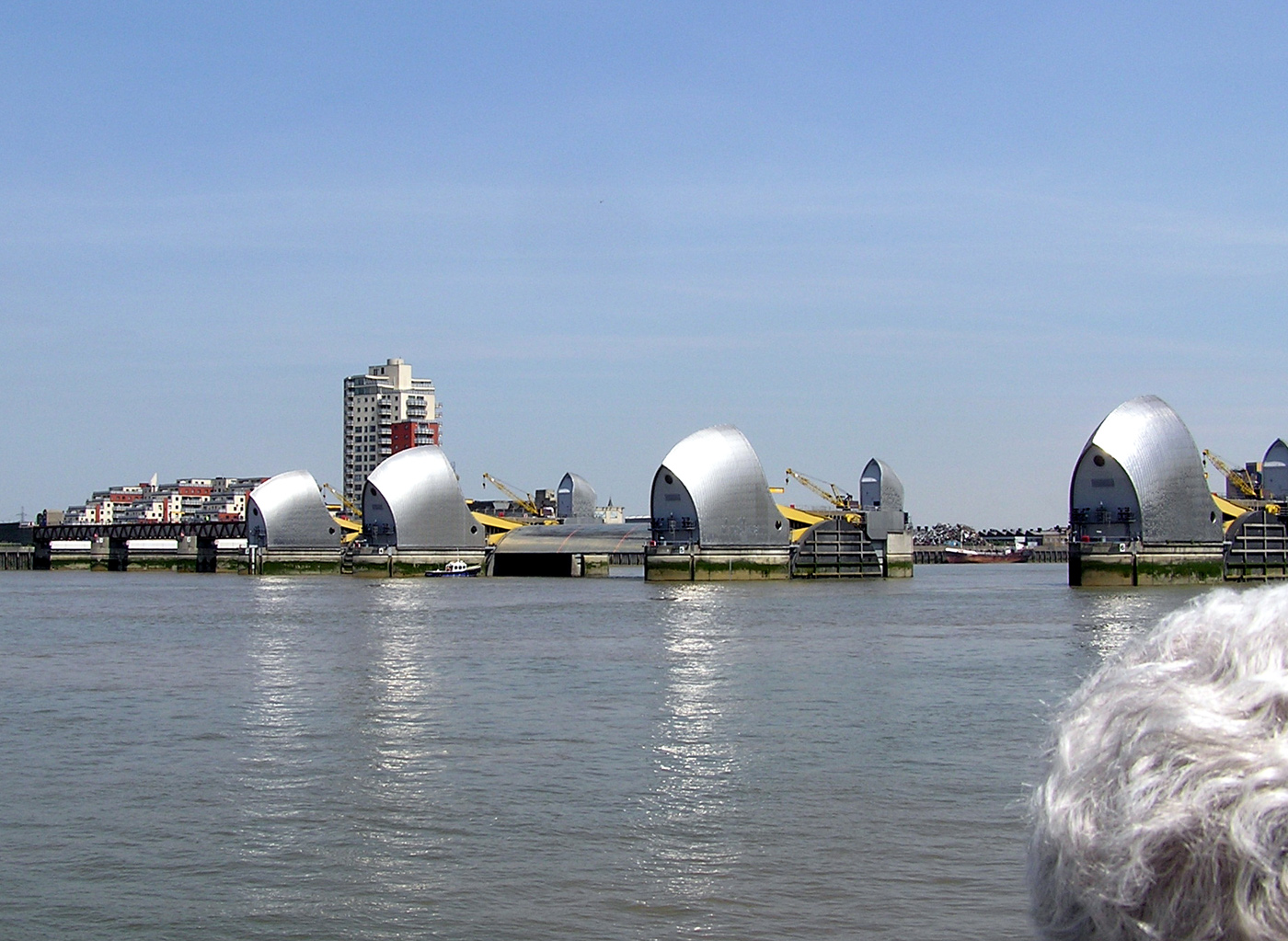
Port F underhålls
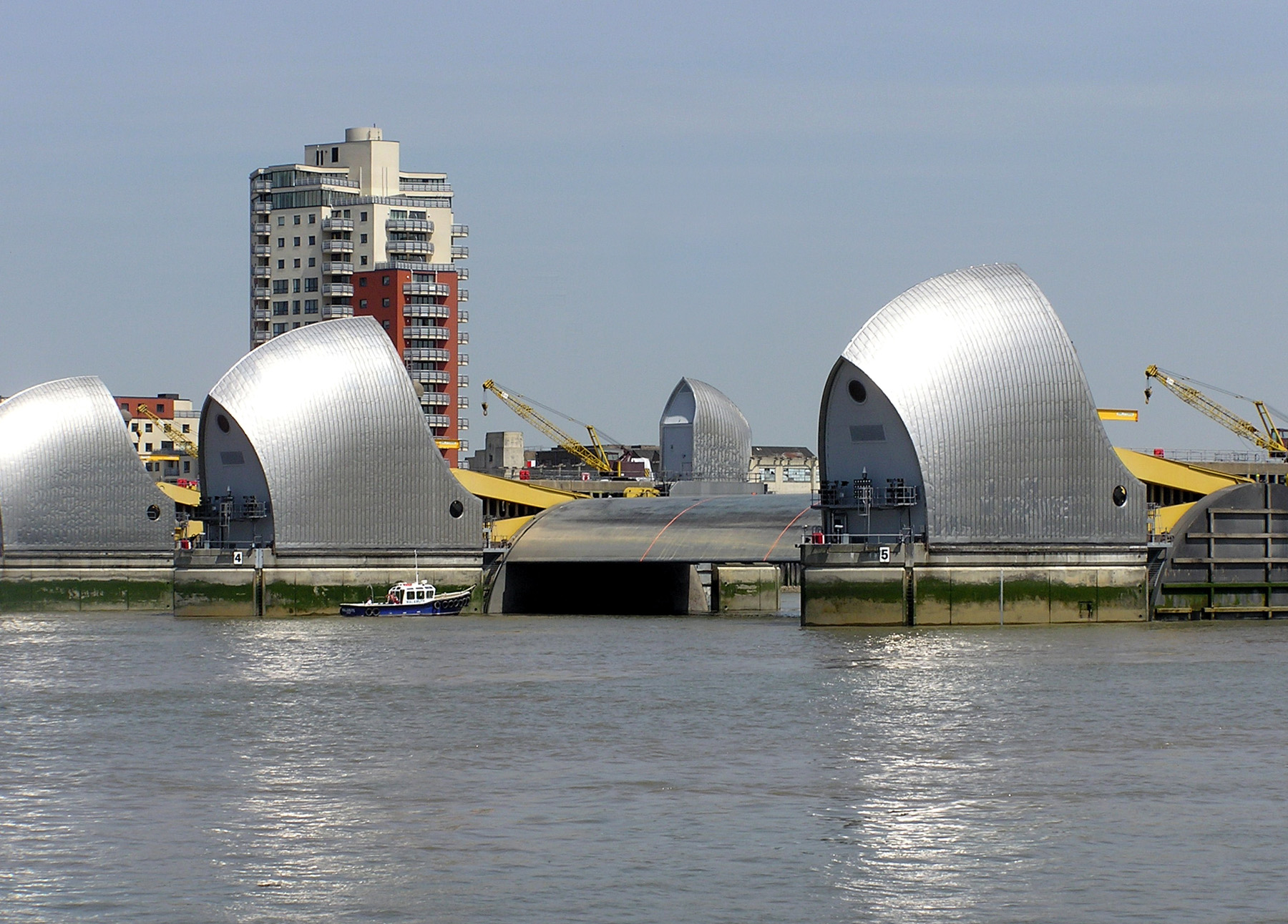
Underhållsläge
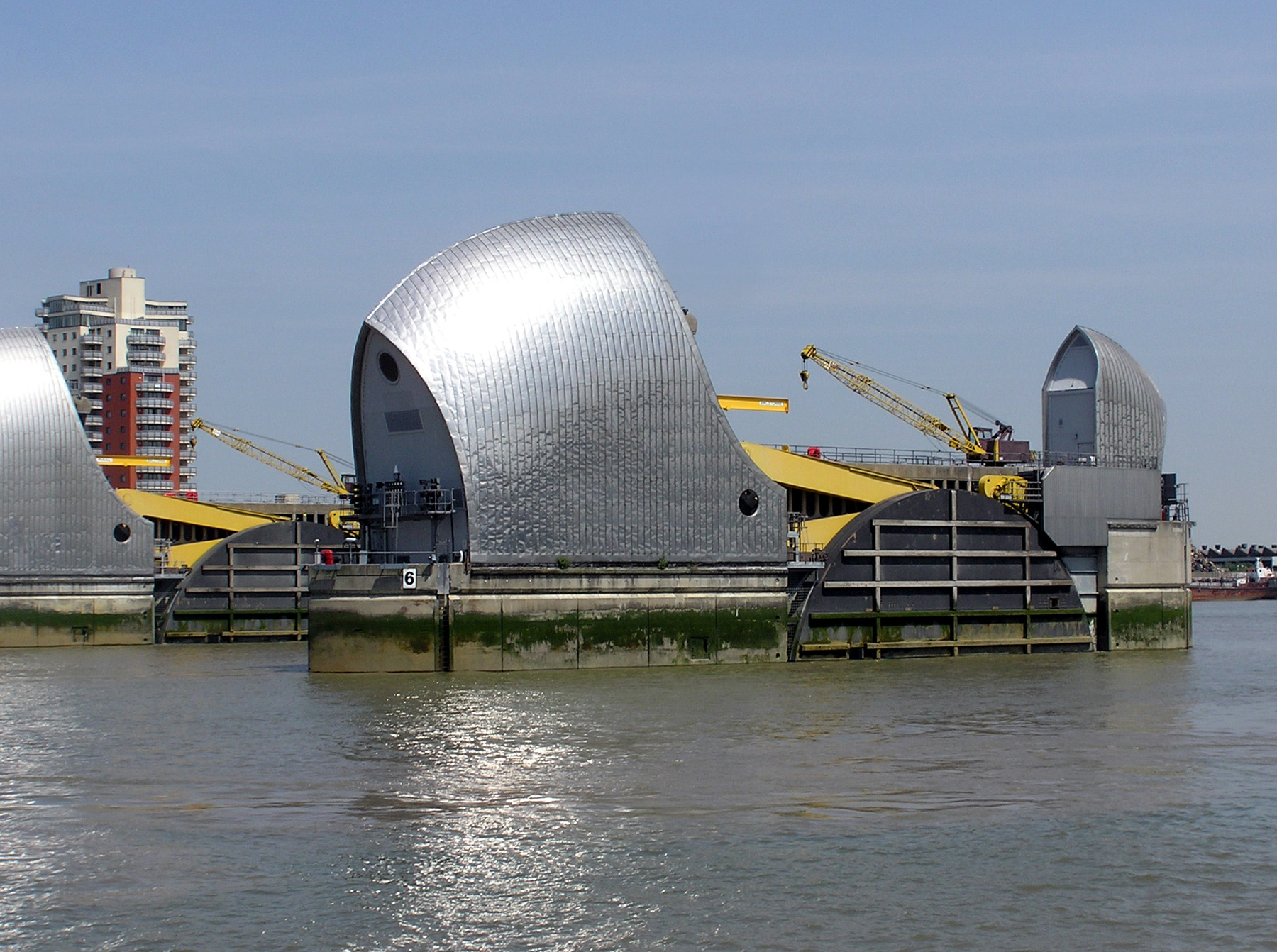
Pir 6
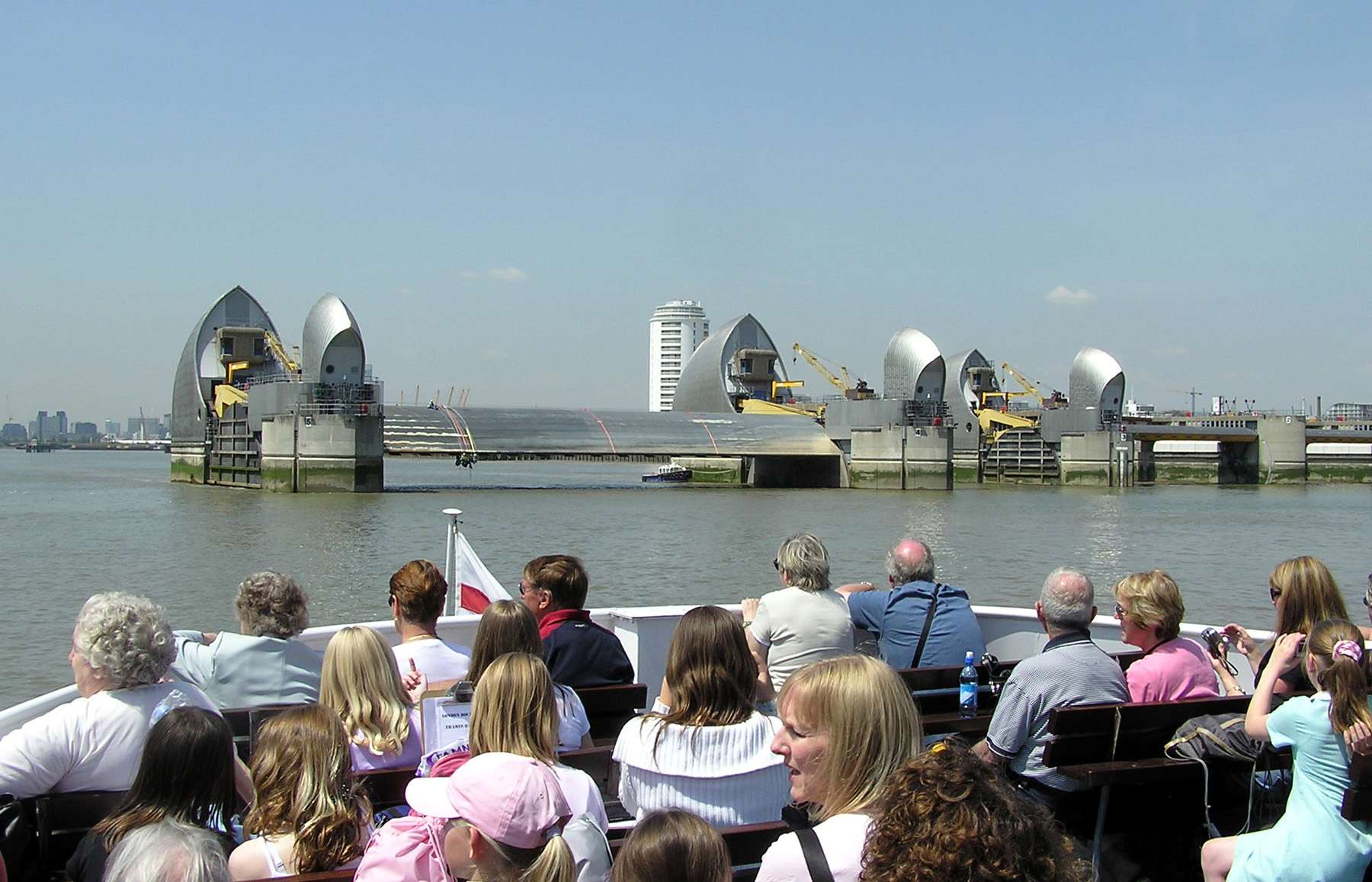
Portunderhåll
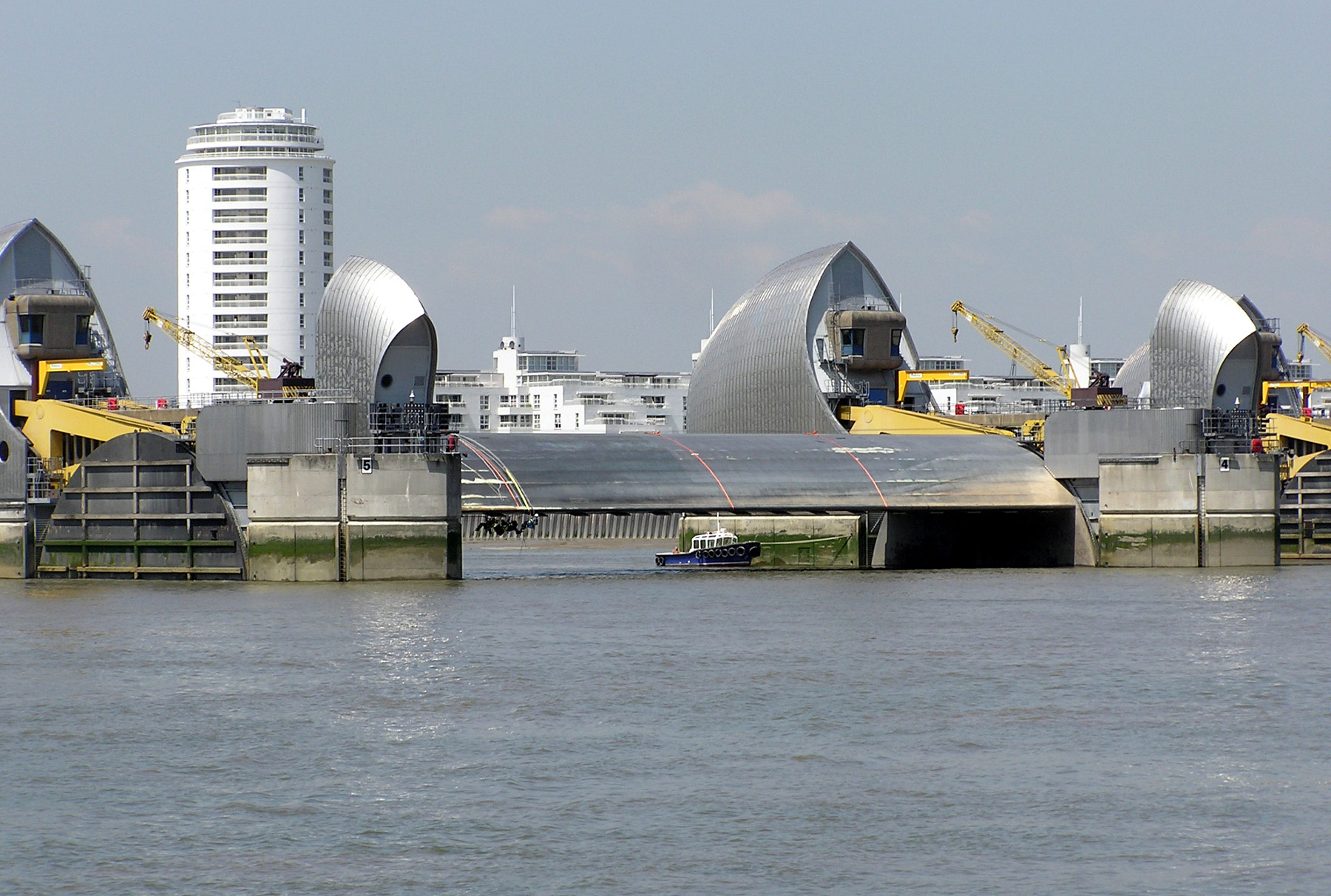
Portunderhåll
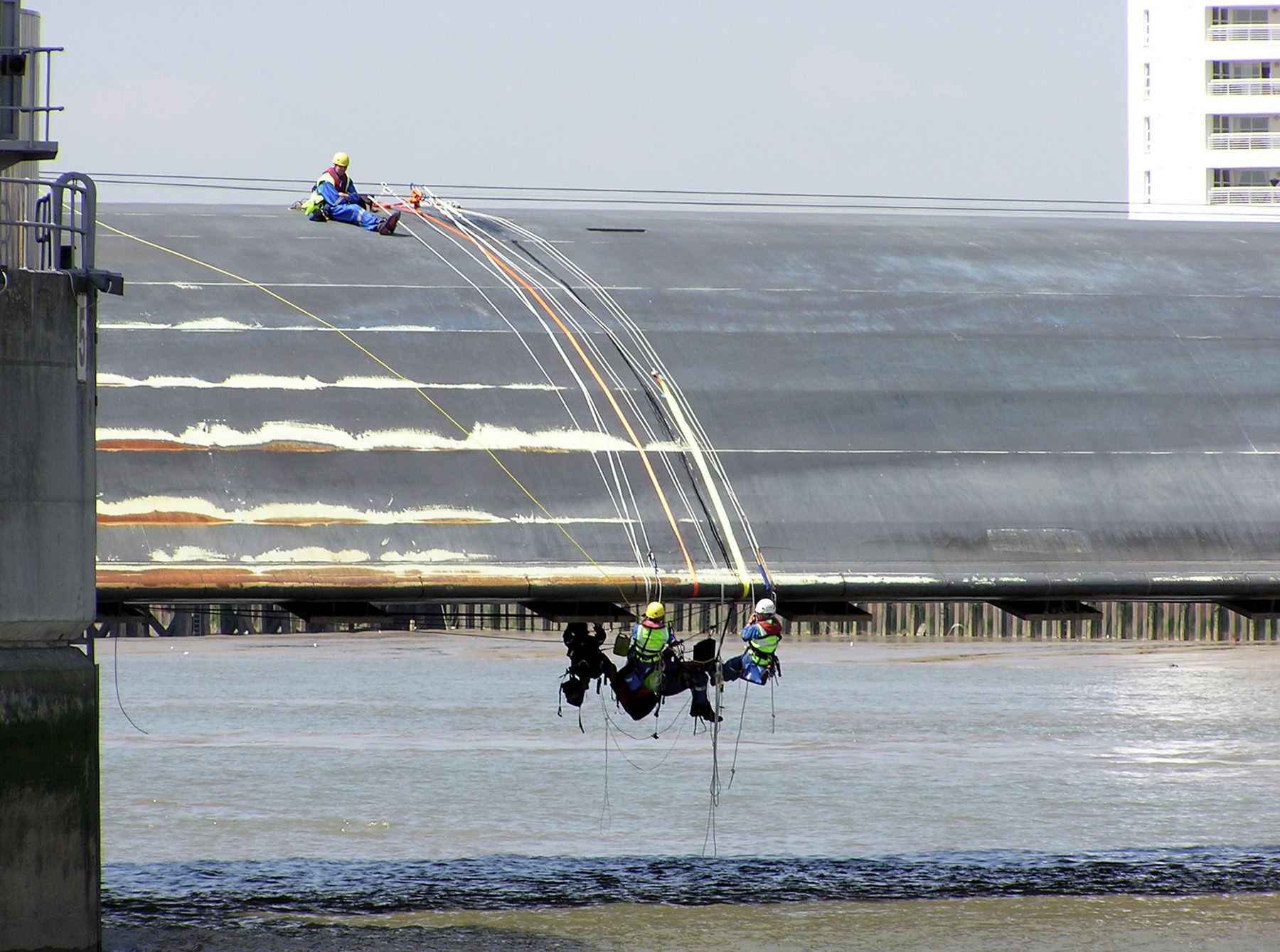
Portunderhåll, närbild
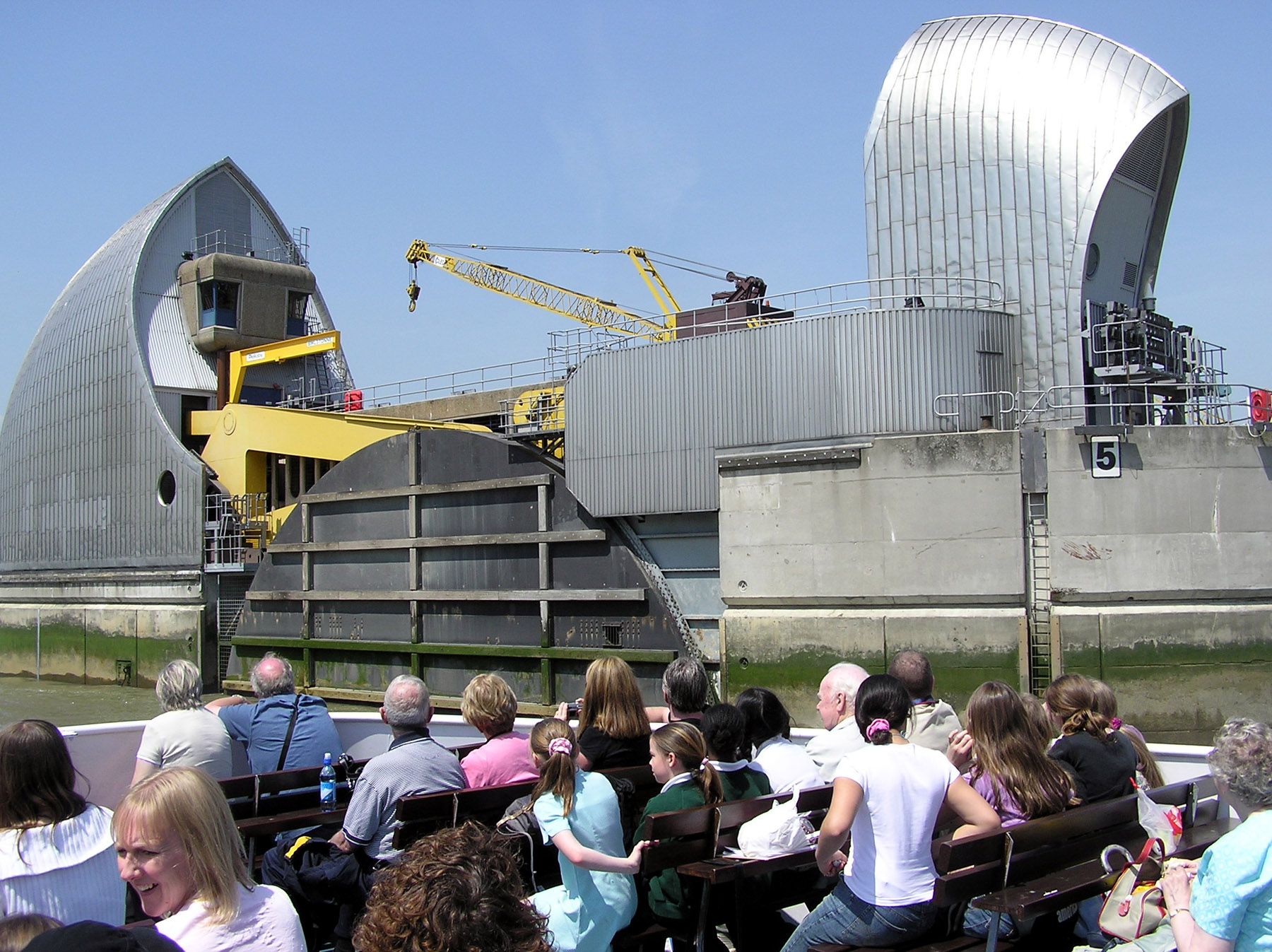
Portfäste